# شهرستان چیشان
شهرستان چیشان (به لاتین: Qishan County) یک شهرستان‌های جمهوری خلق چین در چین است که در باوژی واقع شده‌است.
 شهرستان چیشان  ۴۵۰٬۸۲۶ نفر جمعیت دارد.